# Park Gustava Mahlera
Park Gustava Mahlera je jihlavský městský park v prostorách ulic Benešova a Věžní, pojmenovaný na počest významného hudebního skladatele Gustava Mahlera, nacházející se nedaleko brány Matky Boží.

## Historie

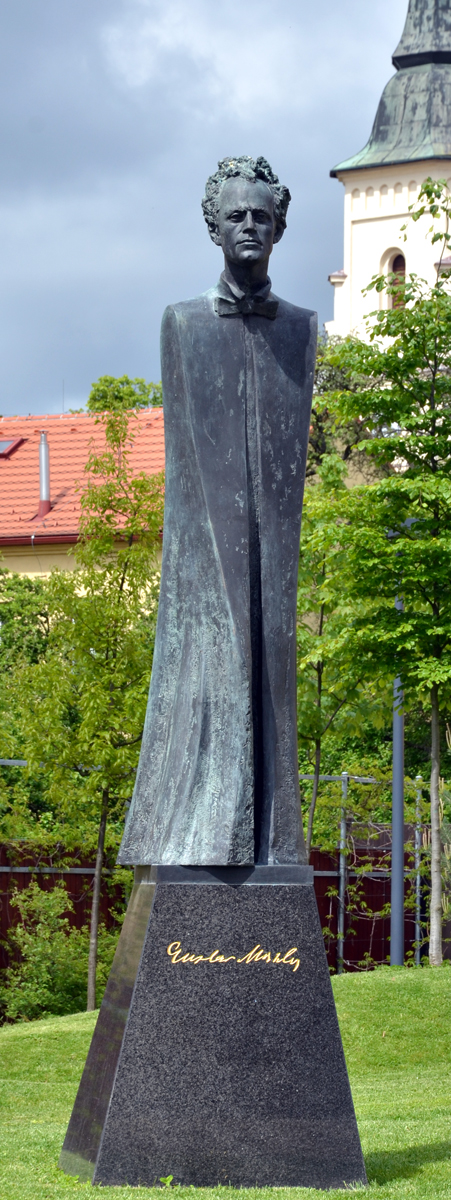
Jan Koblasa: pomník Gustava Mahlera

Až do 30. března 1939 stávala v této části parku židovská synagoga. Toho dne došlo k jejímu vypálení jihlavskými německými nacisty. Poté stávala na jejím místě v 90. letech 20. století tržnice.

Dne 3. října 2008 došlo zahájení stavby parku, přičemž tržiště bylo přesunuto na nové místo. Stavba byla ukončena v květnu 2010 a stála 41 379 000 Kč. Pro veřejnost byl park zpřístupněn na konci listopadu 2009. Vytvoření sochy iniciovalo občanské sdružení „Společenství za zřízení pomníku Gustava Mahlera v Jihlavě“.

## Popis

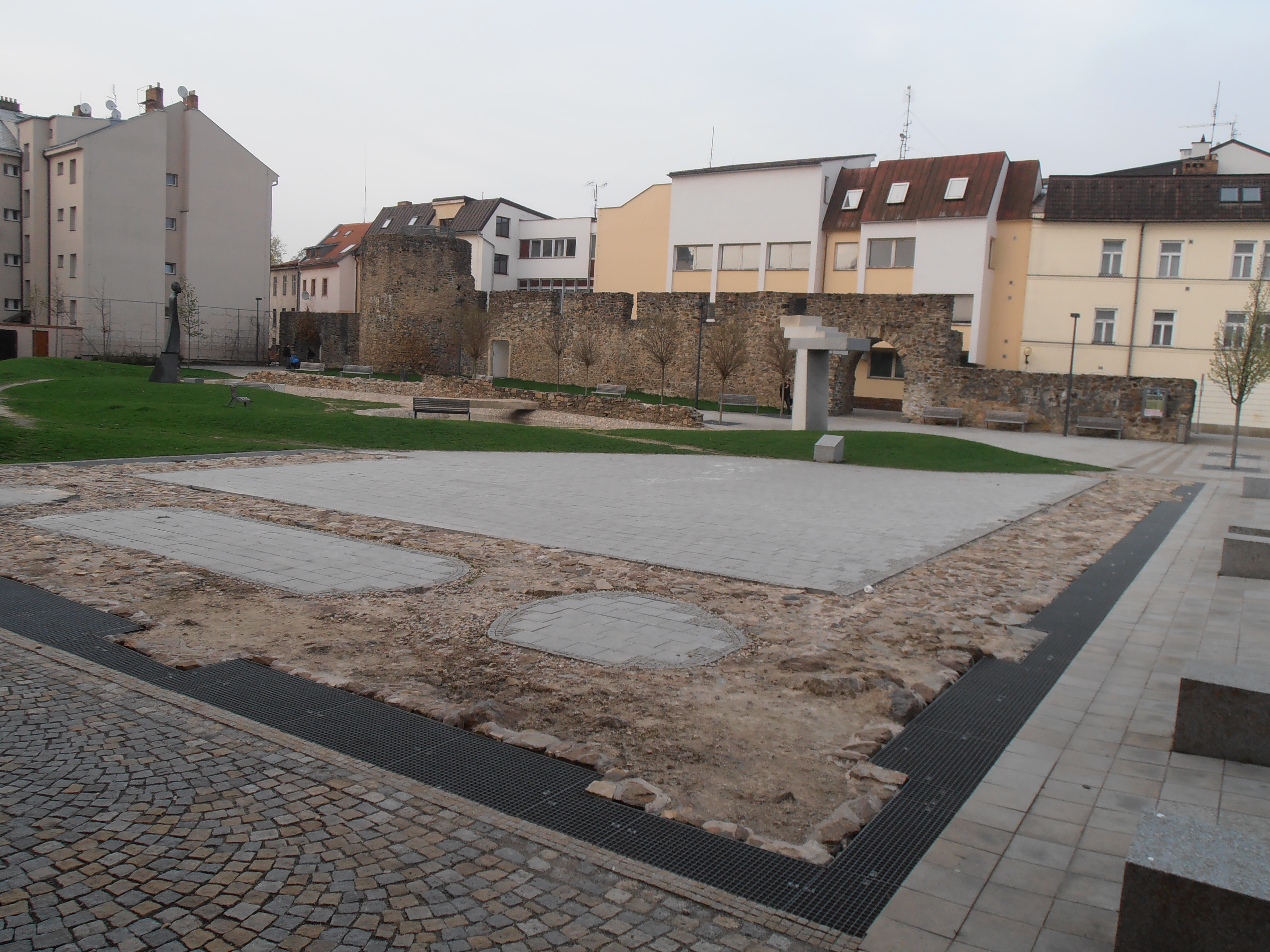
Zachované základy synagogy

Většina parku se nachází v místech bývalé synagogy. Od Věžní ulice je prostranství odděleno fragmentem městských hradeb. V prostoru parku se kromě zpevněných ploch vybudovalo také umělé jezírko s šachtou na přívod vody a zvlněné plochy zeleně.
Dále také došlo k odhalení zakonzervovaných základů synagogy, v baště hradeb se vytvořila vyhlídková věž a prostranství bylo osazeno kamennými kvádry k posezení návštěvníků a informačními panely. Na bezpečnost zde dohlíží bezpečnostní kamery. Celému prostranství vévodí sochy ryb a ptáků vytvořené Janem Koblasou, které mají poukazovat na tvorbu Gustava Mahlera, a také jím vytvořená socha samotného Gustava Mahlera.
Architektonický návrh byl vybrán na základě veřejné anonymní soutěže, kterou vyhráli architekti Martin Laštovička a Vít Doležel spolu s Janem Koblasou.

## Socha Gustava Mahlera
Bronzová socha hudebního skladatele Gustava Mahlera byla do parku umístěna v květnu 2010. Ke slavnostnímu odhalení došlo dne 7. července 2010 při oslavách 150. výročí narození Gustava Mahlera. Odhalení se kromě veřejnosti, tehdejšího primátora města Jihlavy Ing. Jaroslava Vymazala a hejtmana Kraje Vysočina Jiřího Běhounka, zúčastnili také významní hosté, tj., např. prezident ČR Václav Klaus, sochař Jan Koblasa a historik Zdeněk Mahler. O hudební doprovod se postarala Hradní stráž.

## Ocenění
- Prestižní stavba Vysočiny 2011 – nejvyšší krajské ocenění získané v kategorii staveb pro sport a volný čas za rok 2010.